# Lužany (okres Hradec Králové)
Obec Lužany (německy Luschan) se nachází v okrese Hradec Králové, kraj Královéhradecký. Žije zde 131 obyvatel. Obec Lužany se skládá ze dvou sídelních jednotek, vlastních Lužan a Lhoty.

## Historie
První písemná zmínka o obci pochází z roku 1394.